# Adrian Danek
Adrian Danek (ur. 1 sierpnia 1994 w Nowym Sączu) – polski piłkarz występujący na pozycji pomocnika. W swojej karierze reprezentował także barwy takich zespołów jak Kolejarz Stróże, Cracovia, Sandecja Nowy Sącz, Koronie Kielce oraz GKS Katowice.